# Корзовы
Корзовы — деревня в Холмогорском районе Архангельской области.

## География
Находится в центральной части Архангельской области на расстоянии приблизительно 86 км на юг по прямой от районного центра села Холмогоры на правобережье реки Северная Двина.

## История
В 1859 году здесь (тогда деревня Холмогорского уезда Архангельской губернии) было учтено 9 дворов, в 1905 — 9. До 2022 года входила в Хаврогорское сельское поселение  до его упразднения.

## Население
Численность населения: 56 человек (1859 год), 58 (1905), 1 (русские 100 %) в 2002 году, 1 в 2010.